# Liste der Bischöfe von Buckingham
Die Liste der Bischöfe von Buckingham stellt die bischöflichen Titelträger der Church of England, der Diözese von Birmingham, in der Province of Canterbury dar. Der Titel wurde nach der Stadt Buckingham benannt.
| Liste der Bischöfe von Buckingham | Liste der Bischöfe von Buckingham | Liste der Bischöfe von Buckingham | Liste der Bischöfe von Buckingham |
| Von                               | Bis                               | Name                              | Anmerkungen                       |
| --------------------------------- | --------------------------------- | --------------------------------- | --------------------------------- |
| 1914                              | 1921                              | Edward Shaw                       |                                   |
| 1921                              | 1944                              | Philip Eliot                      |                                   |
| 1944                              | 1960                              | Robert Hay                        |                                   |
| 1960                              | 1964                              | Gordon Savage                     | danach Bischof von Southwell      |
| 1964                              | 1974                              | Christopher Pepys                 |                                   |
| 1974                              | 1994                              | Simon Burrows                     |                                   |
| 1994                              | 1998                              | Colin Bennetts                    | danach Bischof von Coventry       |
| 1998                              | 2003                              | Michael Arthur Hill               | danach Bischof von Bristol        |
| 2003                              | 2024                              | Alan Wilson                       |                                   |
| 2025                              | heute                             | Dave Bull                         |                                   |